# جورج دبليو. فولكنير
جورج دبليو. فولكنير (بالإنجليزية: George W. Faulkner)‏ هو سياسي أمريكي، ولد في 1874.